# Bécsi klasszikus zene
A bécsi klasszikus zene vagy bécsi klasszika (közkeletűen, bár helytelenül bécsi klasszicizmus) korának az európai komolyzene történetében az 1750 és 1827 közötti időszakot nevezzük. 

## Jellemzői
Ezekben az évtizedekben alkottak azok a zeneszerzők, Haydn, Mozart és Beethoven, akiket műveik stílusbeli kiegyensúlyozottsága, dallami, harmóniai és formai kidolgozottsága, kifejezésbeli gazdagsága miatt mintaszerűnek, példaértékűnek, egyszóval klasszikusnak tekint a zenetörténet-írás. (Gyakran klasszikus zenének nevezik általános értelemben a komolyzenét is, de amennyiben egy szórakoztató zenei alkotás példaszerű, mintaszerű, akkor erre is alkalmazható ez a megjelölés. Minden korszak, minden stílus összegező, letisztult művészetét is nevezhetjük klasszikusnak.)
A bécsi klasszika közvetlen előzményét gyakran preklasszikának nevezik. Gyökerei visszanyúlnak a barokk zene utolsó évtizedeihez: ekkor a rokokó divatja kezdte kiszorítani a „régimódinak” minősített barokk komponálási módot. A felvilágosodás eszméje hatott a zenei ízlésre, közfelfogásra is, kialakult egy új zenei stílus, amelynek dallamközpontúsága szembehelyezkedik az érett barokk polifóniájával.

## Bécsi klasszikus zeneszerzők
A zenetörténetben általánosan elfogadott definíció alapján szűkebb értelemben három bécsi klasszikus zeneszerzőt tartunk számon.
- Joseph Haydn
- Ludwig van Beethoven
- Wolfgang Amadeus Mozart

Tágabb értelemben a zenei klasszika (mint zenei korstílus, stílusirányzat) képviselőjének tekinthető a fentieken kívül még számos zeneszerző, mint például Carl Philipp Emanuel Bach, Christoph Willibald Gluck, Johann Stamitz, Ignaz Pleyel, Luigi Cherubini, Antonio Salieri stb.
Egyesek Franz Schubertet tekintik a klasszikus korszak utolsó nagy alkotójának, hiszen a bécsi klasszika tradícióját folytatta, amely elsősorban szimfóniáiban, miséiben és kamarazenéjében mutatkozik meg. Ezek mellett számos dalt és zongoraművet komponált, amelyeknek köszönhetően a romantikus zene első nagy mestereként tartják számon.

## Jellemző műfajok
- Bécsi klasszikus szonáta
- Szimfónia
- Vonósnégyes
- Bécsi klasszikus versenymű
- Klasszikus opera

## Klasszika és klasszicizmus a zenében
A 18-19. században más művészeti ágakban (különösen a képzőművészetben és az építészetben) beszélhetünk klasszicizmusról mint stílusirányzatról, illetve korstílusról. A zenében ezzel szemben – tekintve, hogy a klasszicizmus törekvéseinek középpontjában a klasszikus ókor művészeti eszményeinek újjáélesztése áll, az ókor zenéjéről azonban mind a mai napig keveset tudunk – nehéz a klasszicizmust ilyen értelemben definiálni. Haydn, Mozart és Beethoven zenéjét a zenetörténet-írás saját jogán tekinti klasszikusnak: elsőrangúnak, mértékadónak, példaértékűnek. Ezért ők nem klasszicisták, hanem a szó eredeti értelmében véve klasszikusok.
Mindemellett a zenében is létezik klasszicizmus, azonban nem mint stílusirányzat, hanem mint stíluselem. A zenében a klasszicizmus, klasszicizálás valamely – a mű keletkezését megelőző – régebbi kor (pl. a 20. század esetében a barokk) zenei stílusának felidézése. A zenei klasszicizálás tipikus példája Igor Stravinsky neoklasszikus korszakából származó műve, a Pulcinella című balett.